# 19874 Liudongyan
19874 Liudongyan (tên chỉ định: 6775 P-L) là một tiểu hành tinh vành đai chính. Nó được phát hiện bởi Cornelis Johannes van Houten, Ingrid van Houten-Groeneveld, và Tom Gehrels ở Đài thiên văn Palomar ở Quận San Diego, California, ngày 24 tháng 9 năm 1960. Nó được đặt theo tên Dongyan Liu, an English major ở Soochow University và interpreter for astronomy events.